# Universidad Johann Wolfgang Goethe
La Universidad Goethe de Fráncfort del Meno (en alemán: Goethe-Universität) es una universidad pública alemana, ubicada en Fráncfort del Meno, Hesse, que fue fundada en 1914.

## Historia

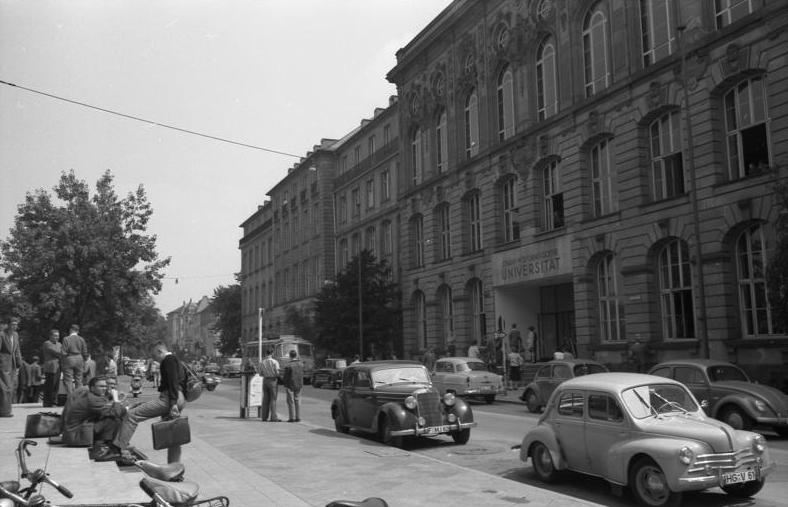
Campus Bockenheim (en 1958)

Las raíces históricas de la universidad se remontan a 1484, cuando se estableció una biblioteca municipal con un legado del patricio Ludwig von Marburg. Fusionada con otras colecciones, pasó a llamarse Biblioteca de la Ciudad en 1668 y se convirtió en biblioteca universitaria en 1914. Según el país, la fecha de fundación se registra de manera diferente. Según cálculos angloamericanos, la fecha de fundación de la Universidad Goethe sería 1484. En Alemania, la fecha en la que se otorga el derecho a otorgar doctorados se considera el año fundacional de una universidad.
Después de la destrucción de Heidelberg el 22 de mayo de 1693 por las tropas francesas, los profesores de la Universidad de Heidelberg se trasladaron a Frankfurt am Main y se establecieron allí en 1694 bajo el rector Johann Ludwig Fabricius como una universidad en el exilio. Sin embargo, esta no permaneció de forma permanente en Fráncfort del Meno, sino que se trasladó a Weinheim en 1698, donde se encontraba la residencia temporal del elector del Palatinado Johann Wilhelm .
El Gran Duque Karl Theodor von Dalberg hizo el primer intento serio de fundar una universidad en 1812. Planeó una academia para su Gran Ducado de Frankfurt basada en el modelo francés y fundó varios liceos en Frankfurt, Aschaffenburg y Wetzlar:  El Lyceum Carolinum en Frankfurt fue albergar la facultad filosófica de la Universidad Gran Ducal y preparar a los estudiantes para estudios posteriores en una facultad especializada a través de estudios generales . Para la formación jurídica, la facultad de derecho de Wetzlar estaba ubicada en la sede de la antiguaTribunal de Cámara del Reich, proporcionado. Una ubicación central con una facultad teológica, legal y filosófica era la Universidad Charles de Aschaffenburg, donde había emigrado el resto de la Universidad de Mainz, que se cerró en 1798. Se establecería una escuela especial médico-quirúrgica en la Fundación Senckenberg en Frankfurt, fundada en 1763, y cooperaría con ella.
Con el final del Gran Ducado de Frankfurt en 1813, las instituciones donadas por Dalberg y estrechamente asociadas con su nombre desaparecieron rápidamente nuevamente. El Senado de la Ciudad Libre de Frankfurt no tenía interés en continuar y abolió el Lyceum Carolinum en 1814 y la facultad de medicina en 1815.
El sitio de la Fundación Senckenberg, fundada en 1763 en Eschenheimer Tor , fue el primer campus académico en la Ciudad Libre de Frankfurt.
Sin embargo, durante el período de la Ciudad Libre de Frankfurt , entre 1815 y 1866, surgieron nuevas sociedades e instituciones científicas , todas las cuales se remontan a fundaciones e iniciativas de ciudadanos comprometidos. En 1817, los ciudadanos de Frankfurt, incluido Christian Ernst Neeff , médico y anatomista de la Fundación Senckenberg y profesor de patología en la escuela especial de medicina de Dalberg, fundaron la Sociedad de Investigación Natural Senckenberg para promover la investigación natural y establecer un gabinete público de historia natural . Se hizo cargo de las colecciones mineralógicas, paleontológicas y botánicas de la Fundación Senckenberg como base del Museo de Historia Natural Senckenberg. La Sociedad Física siguió en 1824, fundada por once ciudadanos de Frankfurt bajo el liderazgo de Neeff y Johann Valentin Albert .
La historia moderna de la Universidad de Frankfurt se remonta al 28 de septiembre de 1912, cuando se firmó el contrato de fundación de la "Königliche Universität zu Frankfurt am Main" (Universidad Real de Frankfurt am Main) en el Römer, el ayuntamiento de Frankfurt. El permiso real para la Universidad se concedió el 10 de junio de 1914 y la primera inscripción de estudiantes comenzó el 16 de octubre de 1914. Los miembros de la comunidad judía de Frankfurt, incluida la familia Speyer, Wilhelm Ralph Merton y los industriales Leo Gans y Arthur von Weinberg donaron dos tercios de la capital fundacional de la Universidad de Frankfurt.
La universidad ha sido conocida históricamente por su Instituto de Investigación Social (fundado en 1924), el hogar institucional de la Escuela de Frankfurt, una preeminente escuela de filosofía y pensamiento social del siglo XX. Algunos de los eruditos conocidos asociados con esta escuela incluyen a Theodor Adorno, Max Horkheimer y Jürgen Habermas, así como a Herbert Marcuse, Erich Fromm y Walter Benjamin. Otros académicos de renombre en la Universidad de Frankfurt incluyen al sociólogo Karl Mannheim, el filósofo Hans-Georg Gadamer, los filósofos de la religión Franz Rosenzweig, Martin Buber y Paul Tillich, el psicólogo Max Wertheimer y el sociólogo Norbert Elias. La Universidad de Frankfurt a veces ha sido considerada liberal, o de tendencia izquierdista, y ha tenido una reputación de erudición judía y marxista (o incluso judío-marxista) durante el período nazi, "casi un tercio de sus académicos y muchos de sus estudiantes fueron despedidos por razones raciales y/o políticas, más que en cualquier otra universidad alemana". La universidad también jugó un papel importante en el movimiento estudiantil alemán de 1968.
La universidad también ha tenido influencia en las ciencias naturales y la medicina, con ganadores del Premio Nobel como Max von Laue y Max Born, y avances como el experimento Stern-Gerlach.
En los últimos años, la universidad se ha centrado en particular en derecho, historia y economía, creando nuevos institutos, como el Instituto de Derecho y Finanzas (ILF) y el Centro de Estudios Financieros (CFS). Una de las ambiciones de la universidad es convertirse en la universidad líder en finanzas y economía de Alemania, dada la proximidad de la escuela a uno de los centros financieros de Europa. En cooperación con la Escuela de Negocios Fuqua de la Universidad Duke, la Escuela de Negocios Goethe ofrece un programa de MBA. La Universidad Goethe ha establecido un premio internacional para la investigación en economía financiera, elPremio Deutsche Bank en Economía Financiera.
Como parte de las iniciativas de excelencia de los gobiernos federal y estatal, la Universidad Goethe aún no ha logrado obtener financiamiento para toda la universidad con su futuro concepto. Sin embargo, con motivo de la segunda línea de financiación de la iniciativa, tres redes de investigación de la universidad, una en los campos de la medicina, las ciencias naturales y las humanidades y las ciencias sociales, se incluyeron en una generosa subvención como grupos de excelencia:
- desde 2012: el Cluster of Excellence Cardio-Pulmonary System (junto con la Universidad Justus Liebig de Gießen)
- 2006–2018: el Clúster de Complejos Macromoleculares de Excelencia
- 2007-2018: el Clúster de Excelencia La Formación de Órdenes Normativos

Como parte de la tercera línea de financiación (Estrategia de Excelencia), solo se financiará el Clúster de Excelencia en la asociación de investigación con Giessen a partir de enero de 2019.
El rechazo de todas las solicitudes de financiación en el marco de la Estrategia de Excelencia para el período a partir de 2019 -a excepción del Instituto Cardiopulmonar- causó sensación internacional en septiembre de 2017. En particular, se criticó en una carta abierta la negativa a continuar con el grupo de Órdenes Normativas. Poco después, el gobierno del estado de Hesse aseguró el futuro del proyecto. Sin embargo, aún está abierta la forma en que debería continuar. 
Además, la universidad participó en seis Centros de Investigación Colaborativos (SFB) de la Fundación Alemana de Investigación en 2018, dos de los cuales son SFB transregio (grupos con la Universidad de Mainz y la TU Kaiserslautern, entre otros). Para la mayoría de los SFB (actualmente cinco de los seis), los profesores de la Universidad Goethe también proporcionan los respectivos portavoces. Además, la universidad actualmente mantiene siete escuelas de posgrado nacionales y organiza ocho escuelas de posgrado integradas adicionales dentro de los CRC. La administración central ahora también promovía cada vez más la adquisición de fondos de la UE.
Desde 2009, la universidad dirige la academia de posgrado interna Goethe Research Academy for Early Career Researchers (GRADE), que está abierta a todos los jóvenes investigadores y ofrece asistencia específica y capacitación adicional para doctorandos y posdoctorados. El requisito previo para registrarse en GRADE es la aceptación de un doctorado en uno de los departamentos o el empleo como posdoctorado en la Universidad de Goethe. GRADE es administrado por un equipo encabezado por una junta directiva.

## Sedes
.

El Edificio IG Farben ("Edificio Poelzig"), construido entre 1928 y 1930 según planos de Hans Poelzig, alberga, entre otras cosas, instituciones culturales y de humanidades

La universidad se distribuye en cuatro grandes campus en el área de la ciudad de Frankfurt:
- El Campus Westend es la ubicación principal. Estos incluyen el edificio IG Farben y numerosos edificios nuevos, incluida la Casa de Finanzas y el edificio de la sala de conferencias central. Además de la administración central, la mayoría de los departamentos, con la excepción de medicina y ciencias naturales, están o han estado ubicados aquí desde 2001.
- Los departamentos de Física, Bioquímica, Química y Farmacia, Biociencias y Geociencias (la mayoría de estos últimos), el Science Garden y un centro de conferencias con la biblioteca del departamento de ciencias naturales se encuentran en el campus de Riedberg con edificios universitarios que se construyeron alrededor de 1970 en adelante.
- El campus de Bockenheim es el antiguo centro de la universidad, que aún alberga varias partes de las ciencias lingüísticas y culturales, el departamento de informática y matemáticas, el edificio central de la biblioteca universitaria y algunas partes de la administración en edificios de la década de 1950 a 1970
- El hospital universitario con el departamento médico está ubicado en el campus de Niederrad con edificios e instalaciones que han crecido históricamente desde el siglo XIX, así como complejos modernos.

Además, los campos deportivos universitarios ("Sportcampus Ginnheim") en Ginnheimer Landstraße en el distrito de Bockenheim pertenecen a la universidad, también está el Instituto de Apicultura en Oberursel.
La conversión del sitio de la universidad, que se ha intensificado desde mediados de la década de 1990, tiene el objetivo de facto de una universidad de tres campus para el futuro. Para este propósito, las unidades que aún se encuentran actualmente en el distrito de Bockenheim se trasladarán, pero no los campos deportivos.
El jardín botánico público al final de Siesmayerstraße, que antes estaba conectado con el campus de biología (1956-2011), ha pasado a la ciudad de Frankfurt y es responsabilidad del Palmengarten. [9] Partes del campus anterior de Bockenheim, incluido el histórico Jügelhaus, han sido asumidas por Senckenberg Gesellschaft für Naturforschung, mientras que otras partes se han dejado al desarrollo urbano local. Los otros numerosos edificios dispersos utilizados anteriormente por la universidad en el distrito de Bockenheim han sido abandonados y en parte demolidos, en parte utilizados para otros fines.

## La universidad en rankings nacionales e internacionales
Entrega de la Medalla Zedler por Alice Wiegand, segunda presidenta de Wikimedia Deutschland e. V., por la imagen sobre apilamiento de enfoque de Muhammad Mahdi Karim
Los rankings, especialmente para el área internacional, son solo un indicador parcial de la calidad y reputación científica y didáctica, ya que se calculan de acuerdo con un esquema estándar y se ignoran algunas características o prioridades educativas, regionales y culturales específicas. Sin embargo, permiten evaluar cómo se percibe desde fuera la respectiva universidad o área de estudio.
Los graduados gozan de una buena reputación a nivel nacional e internacional. En una clasificación mundial de gerentes de recursos humanos publicada por el New York Times en octubre de 2012, la universidad ocupó el décimo lugar, por delante de todas las demás universidades alemanas. En un ranking universitario interno de Alemania de 2015 basado en las evaluaciones de los gerentes de recursos humanos en las empresas sobre la satisfacción con los graduados universitarios, las instituciones de la Universidad Goethe ocuparon el tercer al noveno lugar en las materias economía-administración de empresas, economía-economía, negocios se llama informática, derecho y ciencias naturales.
Sin embargo, las comparaciones generales globales de clasificaciones de universidades conocidas en los últimos años han mostrado clasificaciones estancadas o ligeramente descendentes, aunque también se pueden observar tendencias crecientes en áreas temáticas individuales:
1. El Ranking de Shanghái de 2015 ( Ranking Académico de Universidades del Mundo, ARWU) ha clasificado a la Universidad de Goethe en el ranking general desde 2003 (aproximadamente) 152 a 100, con el gráfico de 2011 a 2015 cayendo ligeramente de forma continua.[6]
2. El periódico británico The Times Higher Education Supplement incluyó a la universidad en su ranking universitario anual The Times Higher World University Rankings 2010 entre las 200 mejores universidades del mundo y la Universidad Goethe alcanzó el puesto 172 con 49,4 puntos.60 Desde entonces, el empeoramiento de la Universidad en esta clasificación de manera constante desde el puesto 181 en 2011/2012 al puesto 199 en 2012/2013 para ubicar el grupo 201-250 en el ranking del año 2015/16 y ubicar el grupo 251-300 en el ranking de 2017/18. [61]
3. En el QS World University Rankings, la Universidad de Goethe ocupó el puesto 208 a nivel mundial en 2013 con 51 puntos (14 en Alemania), en 2015 ocupó el puesto 243 en todo el mundo con 48 puntos y en 2017/2018 con 41 puntos en el puesto 254 a nivel mundial (todavía en el puesto 14 dentro de Alemania). Sin embargo, algunas áreas temáticas (que en gran parte corresponden a departamentos de la Universidad de Goethe) se desempeñan significativamente mejor: "Ciencias biológicas" ocupa actualmente el puesto 101 a nivel mundial y "Filosofía" ocupa el puesto 27 a nivel mundial Para la combinación "Ciencias de la vida y medicina", que aproximadamente corresponde a los departamentos 14, 15 y 16, ocupa el puesto 113 a nivel mundial y el 6 en Alemania (después de las universidades de Heidelberg, LMU Munich, Universidad Técnica de Munich, Freiburg y Tübingen ). Nota: Las listas detalladas de todos los temas no están disponibles en línea.[7]

## Personajes célebres (profesores y alumnos)

### Profesores
- Carl Ludwig Siegel
- Theodor W. Adorno
- Martin Buber
- Jürgen Habermas
- Hermann Heller
- Max Horkheimer
- Karl Mannheim
- Franz Oppenheimer

### Alumnos
- Erich Fromm
- Ludwig Erhard
- Walter Haubrich
- Hans-Hermann Hoppe
- Freda Meissner-Blau
- Peter Drucker
- Jürgen Klopp
- Josef Mengele
- Peter F.Drucker
- Oskar Dirlewanger